# Sings Spirituals
Sings Spirituals è il quarto album in studio del celebre bluesman B.B. King ed è uscito nel 1959.

## Tracce
1. Precious Lord
2. Save a Seat For Me
3. Ole Time Religion
4. Sweet Chariot
5. Servant's Prayer
6. Jesus Gave Me Water
7. I Never Heard a Man
8. Army of the Lord
9. I Am Willing to Run All the Way
10. I'm Working On the Building